# Тетраселенид трихрома
Тетраселенид трихрома — бинарное неорганическое соединение
селена и хрома
с формулой Cr3Se4,
кристаллы.

## Получение
- Сплавление стехиометрических количеств чистых веществ:

{\displaystyle {\mathsf {4Se+3Cr\ {\xrightarrow {800^{o}C}}\ Cr_{3}Se_{4}}}}

## Физические свойства
Тетраселенид трихрома образует кристаллы
моноклинной сингонии, пространственная группа С 2/m, параметры ячейки a = 0,632 нм, b = 0,362 нм, c = 1,177 нм, β = 91,67°, Z = 2
.
Соединение образуется по перитектической реакции при температуре ≈800°C.